# یواس‌اس فایربالت (پی‌سی-۱۰)
یواس‌اس فایربالت (پی‌سی-۱۰) (به انگلیسی: USS Firebolt (PC-10)) یک کشتی است که طول آن ۱۷۴ فوت (۵۳ متر) می‌باشد. این کشتی در سال ۱۹۹۴ ساخته شد.